# Народний артист Азербайджанської РСР
«Народний артист Азербайджанської РСР» (азерб. Azərbaycan SSR xalq artisti) — почесне звання, встановлене 28 липня 1928 року. Присвоювалося Президією Верховної Ради Азербайджанської РСР видатним діячам мистецтва, які особливо відзначилися у справі розвитку театру, музики й кіно. Присвоювалося, як правило, не раніше ніж через п'ять років після присвоєння почесного звання «Заслужений артист Азербайджанської РСР» або «Заслужений діяч мистецтв Азербайджанської РСР». Наступним ступенем визнання було присвоєння звання «Народний артист СРСР».Вперше нагородження відбулося 1931 року — володарем цього звання став тарист Піримов Гурбан Бахшалі огли.
Останнім нагородженим 1989 року став тарист Алі Ага Кулієв. З розпадом Радянського Союзу в Азербайджані звання «Народний артист Азербайджанської РСР» було замінено званням «Народний артист Азербайджану», при цьому за званням збереглися права та обов'язки, передбачені законодавством колишніх СРСР і Азербайджанської РСР про нагороди.